# Степной хорёк
Степной хорёк, светлый хорёк, или белый хорёк (хорь) (лат. Mustela eversmanii) — вид млекопитающих из рода ласок и хорьков семейства куньих. Латинское видовое название дано в честь российского зоолога Э. А. Эверсмана (1794—1860).

## Этимология названия
Название «хорь» и уменьшительное «хорёк» — общеславянского происхождения, происходящее от праслав. *dъхоrь, вероятно связанного с «*dъxnǭtī» — «плохо пахнуть» (отсюда же «дохнуть») и потому означающее «вонючка, пахнущий как труп».
В Сибири для обозначения данного животного также используются названия «красик» и «черногруд».

## Описание
Внешний вид степных хорьков в общем типичный для мелких куньих. Степной хорёк — средних размеров зверёк, длина тела 51—56 см (по другим данным длина тела самцов — 32-56,2 см, самок — 29-52 см), длина хвоста — до 18 см (у самцов — 8-18,3 см, у самок — 7-18 см), масса тела до 2 кг (у самцов — до 2050 г, самок — до 1350 г). Является самым крупным из хорьков.
Телосложение не отличается от такового у лесного хорька, окрас светлее: спина светлая с желтовато-бурым или рыжеватым оттенком. Волосяной покров высокий и мягкий, но не густой, редкий, благодаря чему сквозь шерсть хорошо видна густая светлая подпушь белого или светло-жёлтого цвета. Остевые волосы коричневые на кончике. Около лап — на груди и паху — бурые пятна, соединённые тёмной полосой, остальная часть брюха — светлая. Морда и уши — белые. Характерна также тёмная окраска лап, кончика хвоста, своеобразная раскраска мордочки, напоминающая маску: тёмное пятно на переносице и у глаз. Летний мех тусклее, короче и грубее зимнего. Линька проходит точно так же, как и у лесного хорька.
Череп относительно крупный и массивный, нередко превсоходящий в этом отношении череп лесного хорька, короткий и широкий. Глазницы сравнительно большие. Затылочный гребень сильно выражен, сагиттальный же хорошо развит у крупнейших по размерам особей. Бакулюм чуть побольше, чем у лесного хорька (средняя длина — 39,1 мм; у молодых — 36,6 мм), но в остальном не отличается.

## Распространение
Родство между евразийскими видами хорьков столь велико, что они свободно скрещиваются, вследствие чего в районах совместного обитания нередко попадаются зверьки, похожие и на чёрного, и особенно на степного хорька. Степной хорёк на западе встречается от Югославии и Чехии, а далее к востоку по лесостепи, степям и полупустыням России от Забайкалья и до Среднего Амура, а также в Средней и Центральной Азии до Дальнего Востока и Восточного Китая. Лесов и населённых пунктов избегает. В Европе встречается на высоте до 800 метров, в Центральной Азии — до 2600.  Непосредственно в России верхняя граница ареала доходит до Калуги, долины Оки и среднего Поволжья. В 1940-1941 гг. были интродуцированы в Новосибирскую область.
По Митчелл-Джонс, в Европе этот вид представлен двумя основными популяциями, разделенными Карпатскими горами. Западная популяция (подвид Mustela eversmanii hungarica) располагается в Чешской Республике, восточной Австрии, южной Словакии, Украине к югу от Карпат, Венгрии, Югославии, северной и западной Румынии. Восточная популяция (номинативный подвид) включает в свой ареал северную Болгарию, южную Румынию, Молдову, Украину восточнее и севернее Карпат, юго-восточную Польшу, юг европейской России и Казахстан.

### Подвиды
Региональная изменчивость выражена у степного хорька сильнее, чем у лесного. Всего на 2001 год описано более 15 подвидов, из которых на территории бывшего СССР обитают 6.
- Mustela eversmanii amurensis — амурский степной хорь
- Mustela eversmanii eversmanni
- Mustela eversmanii hungarica

## Среда обитания
Обитает в лесостепях, степях и полупустынях, реже — в лесных опушках, лугах (пойменных и альпийских), выпасах, пашнях и пустынных местностях. Обитает как и в равнинных, так и в горных местностях (на Кавказе поднимается на высоту до 1900 м над уровнем моря, в Джунгарском Алатау — до 2500 м). В отличие от лесного хорька, избегает любые заросли (включая кустарниковые), предпочитая открытые местности — к примеру, те же луга и залежи. Также степной хорёк избегает людей, не селясь близь населённых пунктов.
Проживает в норах грызунов, иногда в лисьих и барсучьих, изредка роет норы самостоятельно. Заняв, к примеру, нору суслика, степной хорёк расширяет её и нередко роет новые ходы. Собственно вырытые норы короткие, просто устроенные. Входное отверстие в нору сравнительно большое, круглой формы, рядом может присутствовать грунт, кучка земли, образованная от копания. Также около норы лежат экскременты и объедки. Гнездовая камера норы без подстилки, расположена на глубине 1-1,5 м, рядом с гнездовой камерой располагается камера с запасами пищи. Нора используется круглый год, в тёплую погоду степной хорёк почти ежедневно подновляет её. Однако постоянных убежищ практически не имеет.

## Поведение
В местах, где его не преследуют, летом ведёт сумеречный образ жизни, день и ночь проводя в норе. Зимой, в сильные морозы и метель порой по нескольку дней не вылезает из норы. В тёплую погоду нередко заметен и днём, когда становятся более доступными суслики, закрывающие на ночь входы в свои норы земляными «пробками».
Достаточно сильный и энергичный хищник. Передвигается прыжками, умеет плавать. Во время охоты шаг довольно быстрый, после съедения добычи шаг более спокойный.
В отличие от оседлого лесного хорька, степной во время зимы совершает откочёвки, ночуя в разных местах своего охотничьего участка. Во время истощения запасов пищи степные хорьки массово откочёвывают в более «кормёжные» места.
Вокализация аналогичная таковой у лесного хорька. Защищаясь, степной хорёк цикает, в состоянии испуга — шипит; во время игры или спаривания — гукает, т.е. издаёт звуки, похожие на кудахтанье курицы (также гукают хорьчихи, зовущие детёнышей); хорята пищат и визжат.

## Питание
Облигатный хищник, растительные корма в рационе отсутствуют. Степной хорёк охотится за сусликами, хомяками, пищухами, мышевидными грызунами, ежами, даже зайцами, реже за птицами (а также птичьи яйца), змеями, ящерицами и лягушками, тащит рыбу, в летнее время и за беспозвоночными. Поселяясь рядом с колониями сусликов, степной хорёк непрерывно охотится за ними и уничтожает их на площади в несколько гектаров (проникая в нору, хорёк убивает всех находящихся в них сусликов), после чего переходит к другой колонии и процесс повторяется снова. Хорёк охотится неутомимо, обходя в поисках добычи большие расстояния. Выжидая в засаде возле мышиных нор, степной хорёк может потратить часы до тех пор, как добыча не выйдет оттуда. Существенное значение рыбы и земноводные играют в рационе степного хорька на севере ареала (например, в Татарстане).
Хорьки, живущие около рек и озёр, охотятся также и на водяных полёвок. Зимой хорёк питается в основном грызунами, не впадающими в спячку, в местах, где падает снег, он раскапывает его в поисках спрятавшейся там добычи. В некоторых случаях хорьки причиняют известный вред домашнему птицеводству, но представления на этот счёт обычно бывают сильно преувеличенными, и очень часто имеет место обвинение хорьков в преступлениях, ими не совершённых, виновниками являются куницы, ласки и лисы. Вне населённых пунктов хорьки, безусловно, полезны истреблением мелких и средних грызунов.
Оптимальное суточное количество пищи для степного хорька по наблюдениям в неволе — 100-150 г. мяса, масса примерно равная массе одного суслика или 10-20 мышам. В среднем за год степной хорёк уничтожает около 120 сусликов и 2000 мышей.
Как и многие другие куньи, истребляет больше добычи, чем в состоянии съесть, и потому устраивает запасы пищи.

## Размножение
Течка проходит в феврале-марте, беременность длится около 36-40 дней. На рубеже апреля-мая рождаются слепые и голые хорята, в среднем в помёте 8-11 особей, максимум до 18. Однако детёныши довольно быстро развиваются, даже быстрее, чем лесные хорята. Уже в 2-недельном возрасте (по другим данным, на 30 день) детёныши прозревают, к концу второй недели жизни прорезаются зубы, в возрасте полтора месяца мать-хорьчиха перестаёт кормить молодняк молоком (хотя уже двух-трёхдневные хорята, согласно наблюдениям в неволе, способны высасывать кровь из добытого матерью суслика), и уже в возрасте полтора-двух месяцев молодые хорьки охотятся выводком, а уже к концу лета выводок распадается и особи ведут самостоятельное существование. Половая зрелость наступает в возрасте 10-11 месяцев. В воспитании детёнышей принимают участие оба родителя.
Естественных врагов у степного хорька, как и у лесного, немного. Как правило, это крупные хищники — лисица, волк, корсак, а также хищные птицы — как и дневные, так и ночные (совы).
Хорьки бывают заражены блохами и клещами, умирают от заражения таких внутренних паразитов, как нематода Skrjabingylus nasicola, поражающая лобные пазухи черепа. Из эпизоотий страдают геморрагической септицемией.

## Значение
Степной хорёк, как и лесной, приносит пользу хозяйству, истребляя мышевидных грызунов, являющихся вредителями. Численность популяции подвержена сезонным колебаниям, падает от недостатков пищи, эпизоотий, степных пожаров или затоплений нор талыми водами.
Шкура является ценным объектом пушного промысла, добыча происходит охотой с капканами. Мех используется в пушной промышленности, как и крашеный, так и в натуральной расцветке; в СССР он (равно как и мех лесного хорька) шёл на меховую подкладку одежды, реже — на меховые воротники и шапки, а ещё реже — на меховые пальто. Что характерно, именно мех степного хорька в советские годы имел наибольший вес в меховых заготовках хорькового меха. Наиболее ценными является мех хорьков северного Казахстана, юга Башкортостана и Западной Сибири.

## В культуре
- Степной хорёк Степан Хорьков является маскотом орского хоккейного клуба «Южный Урал» с конца 2000-х годов[19][20]. Начиная с 2012 года, помимо ростовой куклы, маскот имеет и живое воплощение, как и известный осьминог Пауль, предсказывающий результаты матчей между «Южным Уралом» и противоборствующим ХК[20][21]. С 12 мая 2016 года хорёк также присутствует и на логотипе ХК[22].  - Степной хорь на почтовых марках
  - Почтовая марка России, 2024 год
  - Степной хорёк на венгерской марке (1979)